# Leonardo Alberto González
Leonardo Alberto González (14 de julho de 1972) é um ex-futebolista venezuelano que atuava como defensor.

## Carreira
Leonardo Alberto González integrou a Seleção Venezuelana de Futebol na Copa América de 1997.